# Andrea di Tartaglia da Norcia
Andrea di Tartaglia (Norcia, ... – Marino, giugno 1484?) è stato un mercenario italiano vissuto nel XV secolo, al servizio del comune di Norcia e poi del Papa Sisto IV al cui servizio rimase fino alla sua morte.

## Biografia
Andrea era con molta probabilità figlio di Giovanni di Abbondanzio di Lallo noto come Tartaglia di Amatrice, stabilitosi a Norcia probabilmente nella prima metà del secolo XV a seguito di liti e dissidi con famiglie di Amatrice e Accumoli. Giovanni insieme a Cola di Nuccio di Vecchio, suo zio consobrino anch'egli di Amatrice e trasferitosi a Norcia, dal quale venne nominato esecutore testamentario nel 1451, erano ricchi commercianti di bestiame che acquistarono abitazioni in Norcia nella parrocchia di S. Giovanni presso Porta Palatina nel rione Capo la Terra.
Nel 1471 Andrea fuoruscito guelfo, e già al servizio con la qualifica di conestabile sotto Paolo II, compare per la prima volta in un accordo di ferma militare tra Sisto IV Della Rovere, da poco eletto al pontificato, e rappresentato dal camerlengo Latino Orsini che sottoscriveva materialmente l'accordo, mediante il quale veniva nominato capitano o conestabile della guardia personale del pontefice e custode del palazzo apostolico, alla cui guarnigione, composta da circa un centinaio di fanti e 200 lance, spettava anche l’eventuale partecipazione ad azioni di guerra ritenute opportune dal Pontefice.

Era probabilmente la stessa persona l'Andrea di Norcia che insieme a Pietro Massimo, qualificati come Spectabiles viris, furono destinatari nel luglio 1474 di una corrispondenza dal Magistrato aquilano per la soluzione di una controversia sullo sfruttamento dei pascoli di Cittareale, per i quali il Massimo pretendeva la restituzione di quanto già versato per l'affitto a causa delle molestie degli amatriciani sul suo bestiame.
Nel 1475 in un atto notarile rogato a Roma compare nel mantenimento del ruolo di capitano alla custodia del Pontefice, e nell'agosto del 1476, avrebbe accompagnato il Pontefice ad Assisi per assistere all'apertura del sarcofago contenente il corpo di San Francesco, al cui culto Andrea si manterrà particolarmente devoto. Nel maggio 1478 era a Perugia a capo di un contingente di fanti, mentre all'inizio dell'aprile precedente l'incarico di capitano della guardia del palazzo apostolico veniva affidata per tre mesi a Giovan Battista da Montesecco.
Tale incarico sarà tenuto non continuativamente fino al giugno 1484, quando appare ancora in vita durante l'assedio di Marino, per espugnare i ghibellini Prospero e Fabrizio Colonna e i Savelli che vi si erano asserragliati, rei di ribellione contro il papa.
 Con l'elezione del successore di Sisto IV, Innocenzo VIII, la carica venne ricoperta da Domenico Doria parente del pontefice. Prima di Andrea, durante il pontificato di Paolo II, avevano ricoperto saltuariamente un simile incarico, Giorgio di Massa, Mariano Savelli signore di Palombara e un Giovanni Pazaglia da Cortona.
Del tutto incerte sono la data e le circostanze della morte di Andrea, come lo definisce Stefano Infessura conestabile del Conte (Girolamo Riario) e della Ecclesia, che secondo quanto egli riferisce il 18 giugno, durante un attacco perdeva la vita colpito a morte probabilmente per mano di Antonello Savelli presso Marino, o nella presa della stessa località; mentre secondo Gaspare Pontani il 26 giugno riusciva a prendere Marino per conto della Chiesa; ad avvalorare la prima ipotesi vi è l'ultimo mandato a suo favore versato pochi giorni prima del 18 giugno e l'affidamento del medesimo incarico nel luglio successivo ad altra persona. Solo pochi giorni dopo, il 30 giugno in Castel Sant'Angelo veniva giustiziato il protonotario Lorenzo Oddone Colonna, fratello di Fabrizio, alla cui cattura, avvenuta nel maggio precedente, non pare avervi preso parte.
Durante questi anni al servizio del pontefice e della sua famiglia, più volte Sisto IV sin dal 1472 e fino ai capitoli di pace del gennaio 1484, aveva intimato alle autorità comunali di Norcia di accordare le richieste di Andrea per la restituzione dei beni ereditari, quali quelli dello zio Antonio di Mancino, e di riaccoglierlo dall'esilio cui probabilmente era stato condannato prima del 1471, oltre alla cancellazione di qualsiasi procedimento civile o penale a suo carico.
In ogni caso è molto probabile che con la morte di Sisto IV dovette abbandonare Roma insieme ai famigliari del papa, contro i quali i Colonna e i Savelli avevano fatto richiamare soprattutto da Norcia, Cascia e L'Aquila circa 1600 uomini armati per prendere il controllo della città. Nel 1498 una sua figlia ed erede andò in sposa a Costantino figlio del mercante aquilano Pasquale di Santuccio. Null'altro è noto circa il luogo della sepoltura e sull'avvenuta restituzione dei beni contesi.